# سمیلووی هوری
سمیلووی هوری (به چکی: Smilovy Hory) یک منطقهٔ مسکونی در جمهوری چک است که در منطقه تابور واقع شده‌است. سمیلووی هوری ۲۰٫۸۱ کیلومتر مربع مساحت و ۴۱۰ نفر جمعیت دارد و ۶۴۳ متر بالاتر از سطح دریا واقع شده‌است.